# عزيز الرحمن هزاروي
عزيز الرحمن هازارفي (1962 - 2020)، هو باحث وعالم دين مسلم باكستاني، وقائدًا كبير في جمعية علماء الإسلام وكان رئيس جامع دار العلوم زكريا في إسلام آباد. توفي في 23 حزيران 2020.